# Máguez
Máguez es una localidad del municipio de Haría, al norte de la isla de Lanzarote. En 2022 contaba con una población de 587 habitantes.